# گناهکار (فیلم ۱۹۵۱)
گناهکار (انگلیسی: The Sinner) یک فیلم در سبک درام و رمانتیک به کارگردانی ویلی فرست است که در سال ۱۹۵۱ منتشر شد. از بازیگران آن می‌توان به هیلدگارد کنف اشاره کرد.